# Pivot Animator
Pivot Animator (Pivot, ранее Pivot Stickfigure Animator) — бесплатное приложение для создания двумерной векторной анимации, не требующее особых навыков рисования и обладающее простым и понятным интерфейсом. Процесс создания основан на перемещении фигур, составленных из линий и кругов (скелетная анимация), а также спрайтов. Программа позволяет сохранять анимации в форматах GIF и AVI (без звука).

## Версии
- Pivot Animator 2.2.7 — "классическая" версия, до сих пор доступная на официальном сайте.

- Pivot Stickfigure Animator 3.1 Beta — незавершённая версия программы, распространявшаяся неофициально в виде чистого exe-файла. Была популярна некоторое время до выхода Pivot 4. Нововведения:
  - Скорость проигрывания сохраняется вместе с анимацией
  - Переключение между несколькими фоновыми изображениями в одной анимации
  - Импорт спрайтов в формате BMP для использования в анимации
  - Изменения кадра сохраняются сразу, без нажатия кнопки "Next frame"

Анимации и фигуры, созданные в Pivot 3, невозможно редактировать в более ранних версиях.

Простая анимация, созданная в Pivot

- Pivot Animator 4.2.8 — актуальная версия. Нововведения по сравнению с 2.2.x:
  - Изменение прозрачности фигуры
  - Копирование фигуры нажатием одной кнопки
  - Изменение размера и поворот всей фигуры при удерживании Alt
  - Выделение нескольких кадров для копирования
  - Экспорт в формат AVI
  - Доступность на разных языках
  - Сохранение фигур в формате Pivot 2
  - Изменение длины сегментов в главном окне
  - Объединение фигур
  - Работа со спрайтами
  - Выделение нескольких фигур одновременно
  - Переключение между несколькими фоновыми изображениями в одной анимации
  - Редактор фигур:
    - В качестве заливки для круга помимо белого цвета теперь доступны прозрачный и цвет фигуры
    - Переназначение центральной точки
    - Разделение сегмента на части